# Alcalá del Júcar
Alcalá del Júcar è un comune spagnolo situato nella comunità autonoma di Castiglia-La Mancia, in provincia di Albacete. 
Il comune si compone di sei nuclei abitati il maggiore dei quali è il capoluogo Alcalà con poco più di 700 abitanti. Da sempre dedicata all'agricoltura e all'allevamento del bestiame, la popolazione ha scoperto in quest'ultimo Ventennio le possibilità di sfruttamento del turismo offerte dallo spettacolare e pittoresco paese abbarbicato ai dirupi della gola del fiume Jucar e si è dotata delle necessarie infrastrutture. Dichiarato nel 1982 Conjunto historico artistico il paese è costituito da case di architettura popolare scavate nella roccia con strette strade che si arrampicano fino al castello, senza traffico automobilistico.

## Storia
Alcalà era una fortezza musulmana facente parte della linea difensiva costruita dagli Arabi per far fronte alle truppe impegnate nella lunga lotta per la riconquista cristiana della penisola iberica. Nel 1211 un'incursione improvvisa di Alfonso VIII riuscì a strappare agli Almohadi alcuni castelli fra i quali ci fu quello di Alcalà, premessa alla famosa battaglia di Las Naves de Tolosa in cui ruppe fu rotta la linea difensiva araba e iniziò la riconquista delle maggiori città. Alcalà dipese da Jorquera fino al 1364 quando il re Pietro I le assegnò alcuni privilegi quali la possibila di essere governata da un consiglio di cittadini, sempre però sotto il dominio reale e facendo parte di Villeda. Intanto la Castiglia fu funestata dalla rivolta intrapresa da don Sancho nei confronti del padre Alfonso VIII e la pace fu portata dallo zio Enrico IV che, a titolo di ringraziamento per l'aiuto prestatogli da Juan Pacheco, lo nominò marchese di Villena e Alcalà fece parte del marchesato per tutti gli anni futuri fino al XIX secolo quando la politica centralista dei re spagnoli cancellò definitivamente il regime feudale.

## Monumenti
Castillo, il castello arabo in epoca Almohade della fine del XII secolo
fu fortificato nel XV secolo con un torrione pentagonale e torrette circolari; nei pressi ci sono anche resti di antiche mura.
- Iglesia Parroquial dei secolidal XV al XVIII ha una cupola e una rorre.
- Ponte romano sul Jucar più volte riattato.
- Plaza de Toros dalla singolare forma irregolare per adattarsi al terreno e di datazione incerta, fu ricostruita nel 1900 per ospitare delle grandi manifestazioni taurine.
- Ermita de San Lorenzo, piccola chiesa del 1579 a 3 km dal centro.
- Cueva de la Garaden grotta naturale fortificata dagli Arabi delle dimensioni di 40 metri in media di larghezza e di 35 in lunghezza.
- Cuevas del Diablo e de Maragò grotte scavate dall'uomo e adibite a ristoranti e locali pubblici.

## Feste
Oltre alle feste patronali che si svolgono anche con modalità simili aa quelle delle altre località spagnole, vi sono alcune feste tipiche locali. dal 7 al 15 agosto per ciascuno dei giorni fra le due date si svolge una serie di manifestazioni che iniziano con la presentazione pubblica della Regina delle Feste e delle sue Dame per continuare il giorno dopo con l'encierro, cioè la corsa dei tori liberi per le vie cittadine fino alla Plaza de Toros e nei giorni successivi con la romeria (pellegrinaggio) alla Ermita di San Lorenzo con alla notte spettacolari fuochi artificiali, si hanno poi la corrida, rappresentazione teatrale nella Plaza de Toros, corsa in discesa delle carriole lungo le strade in discesa ed altre manifestazioni tutte condite da musica e danze